# Щербаков, Сергей Александрович
Сергей Александрович Щербаков (род. 30 апреля 1959 года, Саратов) – российский скульптор, заслуженный художник России. Член Союза художников (1991).

## Биография
Сергей Александрович Щербаков родился в 1959 году в Саратове. В 1981 году с отличием окончил Саратовское художественное училище, в 1987 году – Ленинградское художественно-промышленное училище им. В. И. Мухиной. После окончания училища получил от скульптора Петра Малкова приглашение на работу в город Волжский Волгоградской области. Мастерская скульптора расположена в Волгограде. В 1991 году принят в Союз художников России.
Сергей Щербаков женат, имеет двух сыновей. Младший брат Сергея – Андрей Александрович Щербаков – тоже скульптор.

## Творчество
Одна из первых работ Щербакова - памятник воинам-интернационалистам, погибшим в Афганистане, - был открыт в Волжском в 1991 году.
Наиболее известная работа Сергея Щербакова – бетонная скульптура «Скорбящая», которая была создана в 1997 году и установлена на советском кладбище военно-мемориального комплекса возле села Россошка в Волгоградской области. В 1999 году по инициативе британской стороны Щербаков сделал авторскую копию «Скорбящей», из бронзы, она была установлена в Лондоне, на территории парка Имперского военного музея в память о советских гражданах, погибших во время Второй мировой войны. Открытие скульптуры состоялось в день 40-летия автора – 30 апреля 1999 года. Через год такой же монумент, но под названием «Молчащий колокол» был установлен в родном городе Щербакова Саратове. Затем поступило предложение от Народного союза Германии по уходу за военными захоронениями об установке в городе Хальбе, на одном из самых больших захоронений Германии времен Второй мировой войны, «Скорбящей» Щербакова. 
Работы хранятся в фондах Третьяковской галереи. Московского музея современного искусства, Имперском военном музее в Лондоне, в частных собраниях Великобритании, Германии, Франции, Голландии, США, Китая.
Как пишет искусствовед Любовь Яхонтова, один из самых любимых материалов Щербакова – алюминий, используемый в скульптуре довольно редко. В нем скульптора привлекают и декоративные качества, и возможность выразить идею техницизма времени, и созвучность его новой архитектуре. Готовый объект из алюминия имеет шероховатую поверхность, и до блеска его приходится доводить путем длительной ручной полировки. В итоге свою работу художник заканчивает вручную, как это происходит с деревом, глиной и другими материалами, в отличие от литых из бетона скульптур.

## Монументальные произведения

Скорбящая, Россошки

Ангел хранитель Волгограда

Защитившим от атома, Волгоград

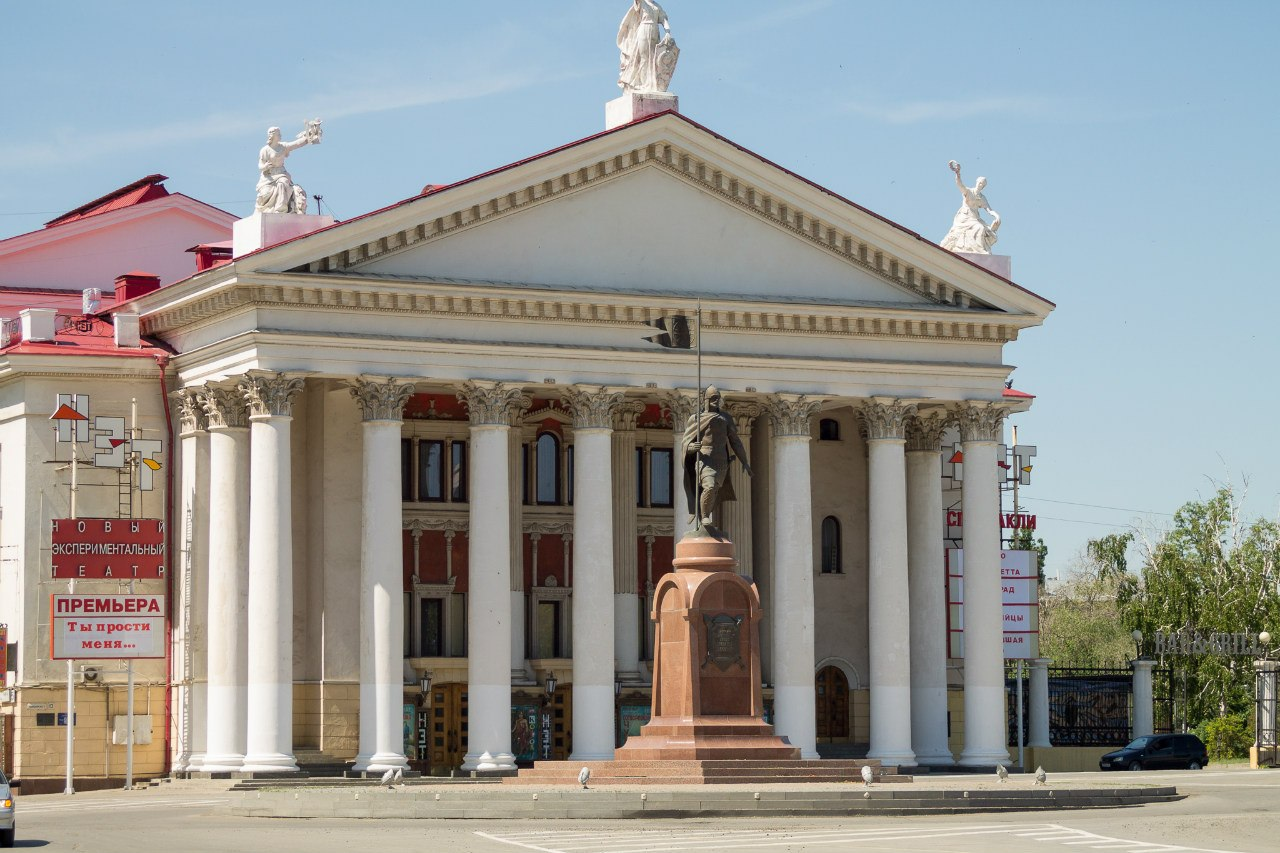
Памятник Александру Невскому

Памятник Засекину Г.О.

Памятник автомобилисту

Детям военного Сталинграда

- Памятник воинам-интернационалистам, погибшим в Афганистане, г. Волжский Волгоградской области, 1991 г.
- Две декоративные скульптурные композиции, г. Франкенберг (Германия) выполнены в рамках Международного фестиваля искусств, 1994 г.
- Геральдический рельеф на мемориальном кладбище Мамаева кургана, г. Волгоград, 1995 г.
- Скульптурная композиция «Скорбящая» на мемориальном военном кладбище у села Россошки Волгоградской области, 1997 г.
- Памятник воинам и гражданам СССР, погибшим во Второй мировой войне, в парке Имперского военного музея, г. Лондон (Великобритания), 1999 г.
- Памятник «Молчащий колокол», Парк Победы, Саратов, торжественное открытие 9 мая 2000 г.
- «Скорбящая», г. Хальбе (Германия), 2001 г.
- Памятник «Сердце губернии», улица Московская 72, г. Саратов, открытие 23 августа 2000 г.
- Скульптура «Памятник студенту» совместно с Щербаковым А. А., г. Саратов, открытие 14 сентября  2001 г.
- Скульптурная композиция «Жертвам XX века», г. Волжский Волгоградской области, 2002 г.
- Памятник малолетним узникам фашизма, г. Саратов, 2003 г.
- Бюст Героя Труда С. А. Повха, г. Когалым, 2004 г.
- Бюст Героя Труда С. Н. Урусова, 2004 г.
- Бюст В. Г. Шмидта, г. Когалым, 2004 г.
- Скульптурная композиция «Ангел-хранитель города», Сквер имени Саши Филиппова, г. Волгоград, открытие 11 сентября 2005 г.
- Памятник медикам Царицына-Сталинграда-Волгограда, установленный у входа в Волгоградский Государственный Медицинский Университет. г. Волгоград, открытие — 26 апреля 2006 г.
- «Защитившим от атома» Памятник Ликвидаторам последствий аварии на Чернобыльской АЭС, улица 13 Гвардейской Дивизии (в сквере между домами 12А и 15), Центральный район, г. Волгоград, 2006 г.
- Памятник летчику Герою Советского Союза А. П. Маресьеву, г. Камышин Волгоградской области, 2006 г.
- Памятник святому благоверному князю Александру Невскому, небесному покровителю Волгограда, г. Волгоград, 2007 г.
- Фонтан «Земля и небо», г. Камышин Волгоградской области, 2007 г.
- Памятник Степану Разину, поселок Средняя Ахтуба Волгоградской области, 2008 г.
- Композиция по сказке «Конек-горбунок», ТЮЗ, г. Астрахань, 2008 г.
- Памятник первому воеводе Царицына Г. О. Засекину (совместно с Серяковым В. А.), г. Волгоград, открытие 4 ноября 2009 г.
- Аллея Героев из 12 бюстов Героев Советского Союза, г. Камышин Волгоградской области, 2010 г.
- Скульптура «Автомобилист», улица Комсомольская, г. Волгоград, открытие 28 октября 2012 г.
- Бюст генерала 64-й армии М. С. Шумилова, г. Волгоград, 2013 г.
- Памятник святому великомученику Димитрию Солунскому, г. Камышин Волгоградской области, 2013 г.
- Памятник жителям Царицына – участникам Первой мировой войны, г. Волгоград, 2014 г.
- Памятник воинам-афганцам, г. Волгоград, 2015 г.
- Памятник К. И. Недорубову, г. Волгоград, 2015 г.
- Памятник Петру I, г. Камышин, 2018 г.
- Памятник А. Г. Шнитке, г. Энгельс, Саратовская область, (совместно с А. А. Щербаковым), торжественное открытие: 22 августа  2018 г.
- Памятник художнику Виктору Лосеву, г. Волгоград, 2019 г.
- Скульптура Александры Пахмутовой, г. Волгоград, 2019 г.
- Памятник детям военного Сталинграда (Памятник детям пережившим войну), 46й квартал, Центральный район, г. Волгоград, 2020 г.
- Бюст И. В. Сталина, г. Волгоград, 2023 г
- Памятник Петру 1 (совместно с А.А.Щербаковым) г.Саратов 2022г
- Памятник "Строителям Царицына Сталинграда Волгограда"г. Волгоград 2023г.
- Памятник "Воинам-землякам".п.Первомайский Среднеахтубинский район.Волгоград.обл.2024г.
- Бюст Героя России А.В.Кондрашкина.Тамбовская обл.п.Первомайский.2024г.

## Персональные выставки
- «Накануне пространства», совместно с А. А. Щербаковым (Россия, г. Волгоград. Музей изобразительных искусств), 1996 г.
- «Накануне пространства» (Россия, г. Москва, ЦДХ), 1997 г.
- Персональная выставка совместно с А. Щербаковым А. (Россия, г. Волжский), 1997 г.
- «Мой бронзовый век» (Россия, г. Волгоград, ВВЦ), 2002 г.
- «Мой бронзовый век» (Россия, г. Саратов, Государственный музей им. А. Н. Радищева), 2003 г.
- Персональная выставка (Россия, г. Волжский, выставочный зал), 2004 г.
- Персональная выставка совместно с А. А. Щербаковым (Россия, г. Москва, ЦДХ), 2005 г.
- Персональная выставка в Российской дипломатической академии совместно с А. А. Щербаковым (Россия, г. Москва), 2006 г.
- «Прикосновение» (Россия, г. Волгоград, Музей изобразительных искусств), 2011 г.
- «Сотворение» совместно с А. А. Щербаковым (Россия, г. Москва, галерея «Гранд Волхонка»), 2014 г.
- «Единое пространство» совместно с А. А. Щербаковым (Россия, Поволжское отделение РАХ, г. Москва), 2014 г.
- Персональная выставка в рамках I Международного фестиваля «АРТ-СЛОЙ» (Россия, г. Волгоград, галерея «Трапеция»), 2014 г.
- «Территория мифа» совместно с А. А. Щербаковым (Россия, г. Саратов, Государственный музей им. А. Н. Радищева), 2015 г.
- «Возможная реальность» (Россия, г. Волгоград, Музей изобразительных искусств), 2017 г.
- Юбилейная персональная выставка "В поисках мысли". г. Волгоград.Музей изобразительных искусств.2019г.